# Ambasciatori inglesi presso la dieta del Sacro Romano Impero
L'ambasciatore inglese presso la dieta del Sacro Romano Impero era il primo rappresentante diplomatico del Regno Unito (già Gran Bretagna, già Inghilterra) presso la dieta del Sacro Romano Impero (Reichstag). Le relazioni tra le due entità statali ebbero inizio nel 1603.

## Sacro Romano Impero
- 1603-1604: Stephen Lesieur[1]
- 1605-1610: Sir Andrew Keith[1]
- 1610-1611: Sir Stephen Lesieur[1]
- 1612-1613: William Cecil, XVII barone de Ros[1]
- 1612-1614: Sir Stephen Lesieur[1]
- 1619-1620: James Hay, I visconte Doncaster[1]
- 1620-1621: Sir Henry Wotton[1]
- 1621: John Digby, barone Digby[1]
- 1621-1622: Simon Digby[1]

1621-1635: Nessuna nomina
- 1635-1639: John Taylor, agente[1]
- 1636: Thomas Howard, XXI conte di Arundel[1]
- 1641-1642: Sir Thomas Roe,[1] supportato da sir William Curtius.[2][3]

1642-1664: Nessuna nomina
- 1664 - 1677: Sir William Curtius[1]146274
  - 1665-1667: Theobald Taaffe, I conte di Carlingford[1]
  - 1672-1673: Sir Bernard Gascoigne[1]
  - 1673: Henry Mordaunt, II conte di Peterborough ambasciatore straordinario[1]
- 1677-1681: Bevil Skelton[1]
  - 1680-1681: Charles Middleton, II conte di Middleton[1]
- 1688-1689: Nicholas Taafe, II conte di Carlingford[1]
- 1689-1692: William Paget, VII barone Paget inviato straordinario[4]
- 1693: George Stepney segretario[4]
- 1694-1697: Robert Sutton, II barone Lexinton inviato straordinario[4]
- 1697-1700: Robert Sutton segretario poi residente[4]
- 1701-1705: George Stepney inviato straordinario[4][5]
  - 1703-1704: Charles Whitworth Chargé d'Affaires[4][5]
- 1705-1706: Charles Spencer, III conte di Sunderland[4]
- 1706-1707: Thomas Wentworth, barone Raby[4]
- 1707: Charles Montagu, conte di Manchester ambasciatore speciale[4]
- 1707-1709: Philip Meadowes
- 1709-1711: Francis Palmes
- 1711-1714: Charles Whitworth, I barone Whitworth
  - 1711-1714: Simon Clement (chargé d'affaires)
- 1714-1715: James Stanhope, I conte Stanhope e Richard Temple, I barone Cobham
- 1715: George Carpenter, I barone Carpenter (solo nominato)
- 1715-1716: Luke Schaub
- 1716-1718: Abraham Stanyan
- 1718: Robert Sutton, II barone Lexinton
- 1718-1719: François-Louis de Pesmes de Saint-Saphorin (chargé d'affaires)
- 1719-1720: William Cadogan, I conte Cadogan
- 1721-1723: Francis Colman (segretario)
- 1724-1725: Charles Harrison
- 1726-1727: George Woodward (segretario)
- 1727-1730: James Waldegrave, I conte Waldegrave
- 1730-1748: Thomas Robinson, I barone Grantham
- 1748-1757: Robert Murray Keith

1757-1763: Interruzione delle relazioni a causa della Guerra dei Sette anni
- 1763-1772: David Murray, visconte Stormont
- 1772-1792: Robert Murray Keith il Giovane
- 1792-1793: Thomas Bruce, VII conte di Elgin
- 1793-1794: Morton Eden, I barone Henley
- 1794: George Spencer, II conte Spencer
- 1794-1799: Morton Eden, I barone Henley
- 1799-1801: Gilbert Elliot-Murray-Kynynmound, I conte di Minto

Chiusura dell'ambasciata